# Clifford Robinson
Clifford Ralph Robinson (Buffalo, 16 de desembre de 1966 – Portland, 29 d'agost de 2020) va ser un jugador de bàsquet professional estatunidenc que va jugar 18 temporades a la National Basketball Association (NBA). Seleccionat a la segona ronda del draft de l'NBA del 1989, va jugar les primeres vuit temporades de la seva carrera esportiva amb els Portland Trail Blazers, seguides de temporades amb els Phoenix Suns, Detroit Pistons, Golden State Warriors i New Jersey Nets. Robinson va rebre el Premi al Sisè Home de l'Any de l'NBA el 1993 i va ser seleccionat per a l'All-Star Game de l'NBA el 1994.

## Biografia
Robinson va ser arrestat per possessió de marihuana i conduir sota la seva influència el febrer de 2001, fet pel qual va ser sancionat amb un partit de suspensió. Robinson també va ser suspès per cinc partits el febrer de 2005 mentre jugava als Golden State Warriors, i va tornar a ser sancionat amb cinc partits durant els Playoffs de la NBA el 12 de maig del 2006. Robinson va obtenir una mitjana de 14,2 punts, 4,6 rebots i 1,03 taps per partit. Els seus 1.380 partits jugats el convertiren en el 13è jugador amb més partits de tota la història de l'NBA.
Un cop retirat del bàsquet professional, Robinson va esdevenir un empresari de la indústria del cànnabis, venent diversos productes de cànnabis amb la marca Uncle Cliffy. També va defensar la legalització del cànnabis, donant suport a les campanyes per a reformar les lleis als estats d'Oregon i Connecticut. Durant la seva etapa a l'NBA, Robinson va utilitzar el cànnabis per alleujar el dolor muscular, l'ansietat i evitar els efectes secundaris causats pels medicaments.
Robinson va aparèixer a la pel·lícula de Netflix Grass Is Greener (2019), que examina la història de la prohibició del cànnabis als Estats Units.